# Live Phish Volume 1
Live Phish Volume 1 è un album dal vivo dei Phish, pubblicato il 18 settembre 2001 (insieme ai Volumi 2, 3, 4 e 5 della serie Live Phish) dalla Elektra Records.  Il disco riporta per intero il concerto tenuto la sera del 14 dicembre 1995 al Broome County Veterans Memorial Arena di Binghamton. Il concerto fu tenuto verso la fine del tour invernale del 1995, durante il quale il gruppo sfidò il pubblico ad una lunga partita a scacchi: a ogni data, band e spettatori avevano diritto di fare una sola mossa. In Live Phish Vol. 1 è presente la prima incisione su cd del brano Keyboard Army, in cui tutti e 4 i membri del gruppo si esibiscono alle tastiere.
Il concerto venne diviso in 2 successive uscite (o "set") e terminò con 1 bis.

## Tracce

### Disco 1
Primo set:
1. Suzy Greenberg
2. Llama
3. Horn
4. Foam
5. Makisupa Policeman
6. Split Open and Melt
7. Tela
8. Taste
9. My Sweet One
10. Frankenstein

### Disco 2
Secondo set:
1. The Curtain
2. Tweezer
3. Timber
4. Tweezer
5. Keyboard Army
6. Halley's Comet
7. NICU
8. Slave to the Traffic Light

Eseguito come bis:
1. Bold as Love